# Benjamin Fitzpatrick
Benjamin Fitzpatrick (30 de junho de 1802 – 21 de novembro de 1869) foi um advogado e político dos Estados Unidos. Foi o 11º governador e senador dos Estados Unidos pelo Alabama. Era membro do Partido Democrata.

## Primeiros anos
Nasceu no Condado de Greene, Georgia, ficou órfão aos sete anos de idade e foi levado por sua irmã (Celia Fitzpatrick Baldwin) para o Alabama, em 1815.
Fitzpatrick ajudou seus irmãos a gerir a terra que possuíam, no rio Alabama, e foi vice-xerife do Condado de Autauga. Ele trabalhava no escritório de advocacia de Nimrod E. Benson antes de ser admitido para a procuradoria do condado.
Fitzpatrick estudou direito e foi admitido como advogado em Montgomery. Fitzpatrick atuou como procurador de Montgomery entre 1822 a 1823, mas mudou-se para sua fazenda em Autauga County em 1829.

## Carreira política

### Governador do Alabama
Fitzpatrick concorreu para governador em 1841, venceu a eleição com 56,87% dos votos. Foi reeleito em 1843 sem oposição de qualquer candidato. Ficou no cargo até 1845, quando decidiu não concorrer a reeleição.
Durante o seu mandato, o Condado de Coffee foi criado e as cidades de Troy e Tuskegee foram incorporados. Sua grande preocupação em toda a sua administração foi o sistema bancário estatal, que se encontravam endividados.

### Senador dos Estados Unidos
Quando o senador Dixon H. Lewis morreu em 25 de outubro de 1848, o governador Reuben Chapman nomeou Fitzpatrick para o senado. Ficou no cargo até 30 de novembro de 1849. Foi novamente nomeado pelo governador Chapman em 1855, quando o senador William King renunciou para concorrer à vice-presidência. Em 1855 foi reeleito sem oposição. Ele foi eleito presidente pro tempore do Senado dos Estados Unidos na ausência do vice-presidente, e serviu nessa posição entre 7 dezembro de 1857 a 12 de junho de 1860. Na convenção do partido democrata em 1860 ele foi nomeado para a vice-presidência na chapa de Stephen A. Douglas, mas recusou a indicação. O senador Herschel Vespasian Johnson foi nomeado em sua substituição.
Como senador Fitzpatrick se opôs a Guerra de Secessão, no entanto, quando o Alabama se separou da união ele deixou o Senado, voltou para o Alabama, e apoiou a Confederação. Depois da guerra, ele foi preso como traidor e foi levado a uma prisão do norte. Fitzpatrick morreu em sua plantação perto de Wetumpka, Alabama, em 21 de novembro de 1869 aos 67 anos.

## Fonte da tradução
- Este artigo foi inicialmente traduzido, total ou parcialmente, do artigo da Wikipédia em inglês cujo título é «Benjamin Fitzpatrick».